# Thomas Wignell

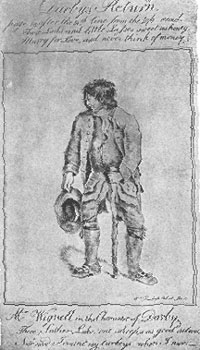
Thomas Wignell als Darby in Dunlap’s Darby’s Return, um 1789

Thomas Wignell (* 1753; † 1803 in Philadelphia) war ein US-amerikanischer Schauspieler und Theaterimpresario.

## Leben
Der Sohn der Schauspieler John und Henrietta Wignell hatte seinen ersten nachweislichen Auftritt am Covent Garden Theater gemeinsam mit seinem Vater 1766 in Shakespeares King John in der Rolle des Prinz Arthur. Er wird in weiteren Covent-Garden-Aufführung als Sprecher eines Prologs und Epilogs und 1767 letztmals als Darsteller des Prinzen Arthur erwähnt.
1774 kam der Co-Manager der American Company, William Hallam, nach London, wo er Wignell für diese Company gewann. Er reiste in diesem oder dem folgenden Jahr nach Amerika und auf Grund des Verbots von Theateraufführungen im Verlauf der Amerikanischen Revolution sofort weiter nach Jamaica, wo 1775 ein Wignell als Darsteller des Romeo in einer Aufführung von Romeo und Julia genannt wird (wobei es sich auch um seinen Bruder William Wignell handeln könnte). Besser belegt sind Auftritte in Princeton zwischen 1777 und 1785.
In der Saison 1785–86 trat er mit der American Company (u. a. mit Hallam, John Henry, Owen Morris und Stephen Woolls) am John Street Theatre in New York auf. Nach einer Reise nach Philadelphia hatte die Truppe 1878 am John Street Theater einen großen Erfolg mit Royall Tylers The Contrast, in dem Wignell die Rolle des Yankee Jonathan spielte. 1789 trat er mit der Company mit einem „Entertainment“ im Southwark Theater in Philadelphia auf, 1789 in Richard Cumberlands Stück The Fashionable Lover.
Nach Streitigkeiten in der American Company verließ Wignell 1791 diese und gründete mit Alexander Reinagle die New Company, die nach Entwürfen seines Schwagers John Inigo Richards das Chestnut Street Theater erbauen ließ. Das Haus eröffnete im Februar 1794 mit John O’Keeffes Stück The Castle of Andalusia und Hannah Cowleys Farce Who’s the Dupe? und machte Philadelphia zum bedeutendsten Zentrum des Theaters in den Vereinigten Staaten neben New York.
Ein weiteres Theater erbauten Wignell und Reinagle in der Holiday Street in Baltimore, das im September 1794 eröffnet wurde. 1797 übernahmen sie den Greenwich Street Circus in New York und eröffneten ihn nach Umbau im gleichen Jahr als Theater. Als weiteres Haus wurde 1800 in Washington das The United States Theater (bzw. The National Theater) eröffnet. Auf Grund seiner umfangreichen Aktivitäten als Manager wurden die Auftritte Wignells als Schauspieler in dieser Zeit immer seltener. Am 1. Januar 1803 heiratete er die Schauspielerin Anne Merry, Witwe des 1798 verstorbenen Schriftstellers Robert Merry. Sieben Wochen später starb er an den Folgen einer Infektion, die er sich bei einem Aderlass zugezogen hatte.